# Segunda República Brasileira
A Segunda República Brasileira foi o período da história do Brasil compreendido entre 1930 e 1937, durante a Era Vargas. Teve início com a revolução de 1930, liderada por Getúlio Vargas, e dividiu-se em três fases: o governo de transição, o governo provisório e o governo constitucional. Teve fim com um golpe de Estado aplicado por Vargas em 1937, que deu origem ao Estado Novo.
O governo de transição foi o período onde uma junta Governativa Provisória governou o país por curto tempo logo após a deposição de Washington Luís. O governo provisório foi o período onde Vargas governou por decreto como chefe de Estado até a promulgação da constituição de 1934. E o governo constitucional foi quando Vargas foi eleito presidente de maneira indireta em 1934, ao lado de um poder legislativo democraticamente eleito.

## Revolução de 1930
Em 7 de setembro de 1930, o movimento revolucionário tem um novo impulso. Neste dia, Antônio Carlos passa o governo de Minas Gerais a Olegário Maciel, sendo que este era muito mais decidido a fazer uma revolução do que Antônio Carlos. O Presidente Olegário foi o único presidente de estado a continuar no cargo após a revolução de 1930.

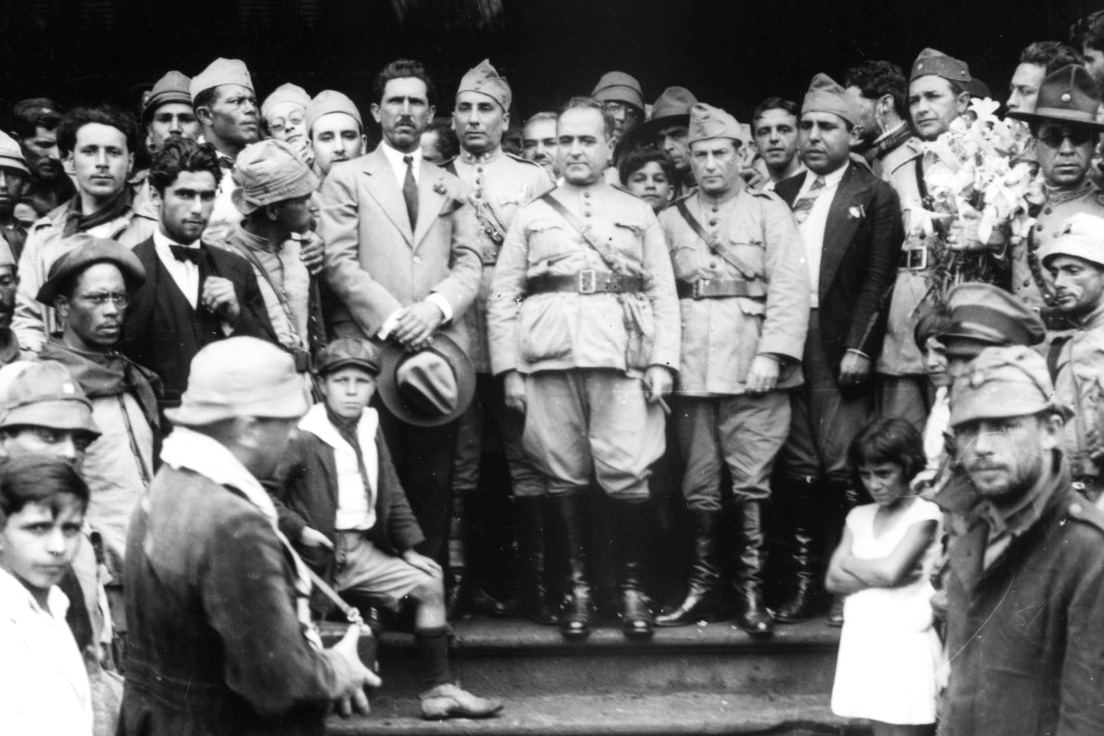
Getúlio Vargas, com outros líderes da Revolução de 1930, em Itararé-SP, logo após a derrubada de Washington Luís.

Sobre o sigilo da conspiração, Getúlio contou à Revista do Globo, edição especial de agosto de 1950, que sua filha Alzira só soube da revolução 2 dias antes dela ter início e afirmou: "Em 1930, preparando a Revolução, fui obrigado a fazer um jogo duplo: de dia mantinha a ordem para o governo federal e à noite introduzia os conspiradores no Palácio (Piratini)". Em 25 de setembro de 1930, foi determinado, pelo comando revolucionário, que a revolução começaria em 3 de outubro, às 17:00 horas. O início da revolução já havia sido adiado várias vezes, devido às hesitações e indecisões dos revolucionários.
Desta vez não houve adiamentos. Em 3 de outubro de 1930, no período da tarde, em Porto Alegre, iniciou-se a Revolução de 1930, com a tomada do quartel-general da 3.ª Região Militar. Ataque este comandado por Osvaldo Aranha e Flores da Cunha. Neste ataque aconteceram as primeiras mortes da revolução de 1930.
Um fato demonstra a importância que Getúlio Vargas dava à Revolução: neste dia 3 de outubro, precisamente, ele começou a escrever o diário, o qual encerrou em 1942. No início do diário, Getúlio registra que o comandante da 3.ª Região Militar, General Gil Dias de Almeida, pouco antes de ter seu quartel-general atacado, disse a Getúlio que queimaria sua biblioteca se Minas Gerais entrasse em um processo revolucionário.
Em meados de outubro, a revolução dominava apenas parte do nordeste do Brasil e parte do Sul do Brasil. Mantinham-se leais ao governo federal, os estados de Santa Catarina, Bahia, São Paulo, Rio de Janeiro e o Distrito Federal, toda a região norte do Brasil: Amazonas, Pará e o Território do Acre, e todo o Centro Oeste: Goiás e Mato Grosso. O governo de Santa Catarina foi derrubado em 16 de outubro, e os demais citados somente com o fim da revolução. Barbosa Lima Sobrinho narra, em seu livro A Verdade sobre a Revolução de 1930, a ocupação do estado do Espírito Santo pelas tropas mineiras. O governo capixaba foi deposto em 16 de outubro de 1930.
No Nordeste do Brasil, os revolucionários marchavam em direção à Bahia. Pelo sul, os revolucionários, vindos do Rio Grande do Sul, estavam estacionados na região de Itararé, na divisa do Paraná com São Paulo, onde as forças do governo federal e tropas paulistas estavam acampadas para deter o avanço das tropas revolucionárias.
Esperava-se que ocorresse uma grande batalha em Itararé. Getúlio aguardava os acontecimentos, instalado em Curitiba. No Sul de Minas Gerais tropas federais ainda resistiam ao avanço das tropas mineiras rumo ao Rio de Janeiro. Não houve a esperada "Batalha de Itararé", porque, em 24 de outubro, antes que ela ocorresse, os generais Tasso Fragoso e Mena Barreto e o almirante Isaías de Noronha depuseram Washington Luís através de um golpe militar, e formaram uma Junta Militar Provisória, presidida por Fragoso. No mesmo dia, Osvaldo Aranha foi enviado ao Rio de Janeiro para negociar a entrega do poder a Getúlio Vargas. A Junta Militar governou o Brasil até passar o governo a Getúlio em 3 de novembro de 1930. Washington Luís foi deposto apenas 22 dias antes do término do mandato presidencial, que se encerraria em 15 de novembro de 1930.
Jornais que apoiavam o governo deposto foram destruídos (na época, se dizia: empastelados), entre eles jornais influentes, como O Paiz, A Noite, Correio Paulistano, órgão oficial do Partido Republicano Paulista, A Plateia, Gazeta de Notícias, A Crítica e a Folha da Manhã, atual Folha de S. Paulo. O edifício-sede de O Paiz foi totalmente incendiado. As polícias do Rio de Janeiro, então capital federal, e de São Paulo se omitiram e nada fizeram para impedir os atos de vandalismo. Na cidade de São Paulo, as bancas do jogo do bicho foram atacadas por serem suspeitas de financiarem o PRP e o governo paulista deposto.
Washington Luís, Júlio Prestes e vários outros próceres políticos da República Velha, como Manuel Tomás Carvalho de Brito, José Maria Belo, Átila Neves, Irineu Machado, Otávio Mangabeira, Melo Viana, Antônio Prado Júnior, entre outros, foram presos e exilados. Washington Luís só retornou ao Brasil em 1947, depois da deposição de Getúlio Vargas, em 1945.
Getúlio, depois de uma passagem por São Paulo, onde ocupou o Palácio dos Campos Elísios, sede do governo paulista deposto, rumou para o Rio de Janeiro. Foi uma cena que os paulistas não esqueceriam: Soldados mineiros e gaúchos, com fuzis nos ombros, montando guarda para Getúlio na sede do governo paulista. Getúlio chegou ao Rio de Janeiro, de trem, em 31 de outubro de 1930. Inteirou-se da situação política no Rio de Janeiro, para só depois assumir o governo.
A derrocada de Washington Luís e Júlio Prestes foi cantada assim, por Alvinho e a Orquestra Copacabana, com a marchinha de Osvaldo Santiago "Bico de Lacre Não Vem Mais": "Quem disse que um dia ele ia lá no Catete se assentar, dê a mão a palmatória. Não vem mais 'Seu Julinho' porque o povo não quis, 'Bico de Lacre' coitadinho, como tu fostes infeliz… 'O Cavanhaque' deu o fora, deixou 'Seu Julinho' na mão, e este assim desempregado há de tomar um bom pimpão". "Bico de Lacre" era apelido de Júlio Prestes dado por José Carlos de Macedo Soares.

## O Governo Provisório (1930–1934)

### Uma república nova

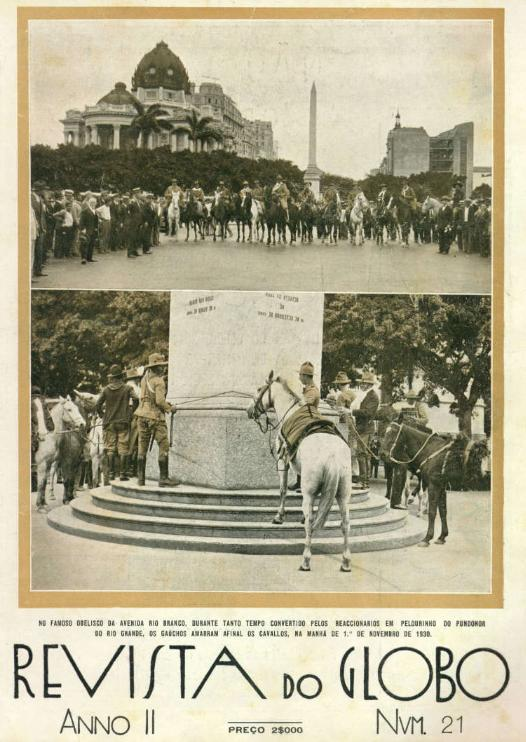
Capa da Revista do Globo sobre a vitória da Revolução de 1930. Detalhe: gaúchos amarrando os seus cavalos no obelisco da Rio Branco.

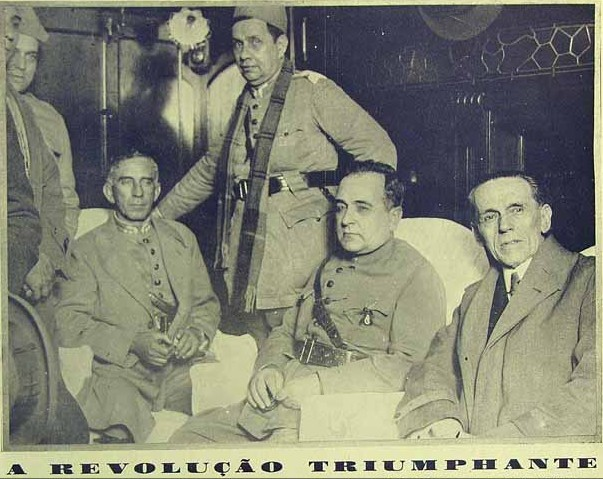
Fotografia publicada pela revista Paratodos com o título: A Revolução Triumphante. Ao centro: Miguel Costa, Góis Monteiro e Getúlio Vargas.

Às 3 horas da tarde de 3 de novembro de 1930, a Junta Militar Provisória passou o poder, no Palácio do Catete, a Getúlio Vargas, (que vestia farda militar pela última vez na vida), encerrando a Primeira República, passando a nominá-la de República Velha. No discurso de posse, Getúlio estabelece 17 metas a serem cumpridas pelo Governo Provisório. Na mesma hora, no centro da cidade do Rio de Janeiro, os soldados gaúchos cumpriam a promessa de amarrar os cavalos no obelisco da Avenida Central, atual Avenida Rio Branco, marcando simbolicamente o triunfo da Revolução de 1930. Dos principais tenentes de 1930, o único a estar presente ao ato foi o tenente João Cabanas que aparece nas fotografias do evento. Esse gesto dos gaúchos foi cantado por Almirante, numa marchinha de Lamartine Babo chamada O barbado foi-se: "O Rio Grande sem correr o menor risco, amarrou, por telegrama, o cavalo no obelisco". E a letra dizia ainda: "De sul a norte, todos viram a intrepidez de um Brasil Brasil heroico e forte a raiar no dia 3… A Paraíba terra santa, terra boa, finalmente está vingada, salve o grande João Pessoa…"Doutor Barbado" foi-se embora, não volta mais".
Getúlio reconheceu, em um discurso agradecendo o apoio do povo mineiro a ele, (discurso publicado em A Nova Política do Brasil, volume 1, página 93), em Belo Horizonte, em 23 de fevereiro de 1931, a primazia de Antônio Carlos Ribeiro de Andrada como o primeiro político a intuir que uma revolução se aproximava. Getúlio reconheceu também Antônio Carlos como o político que lançou sua candidatura a presidente: "Queria expressar-vos, pessoalmente, o meu profundo reconhecimento pela espontaneidade e entusiasmo com que o povo mineiro aceitou minha candidatura sugerida pela palavra, nesse momento precursora, de Antônio Carlos, o primeiro que, numa clarividente certeza, vislumbrou na curva longínqua do horizonte, a borrasca revolucionária".
Getúlio tornou-se Chefe do Governo Provisório com amplos poderes. Os revolucionários não aceitavam o título "Presidente da República". Seu governo provisório foi o segundo da república. O primeiro governo provisório fora o de Deodoro da Fonseca. Getúlio governava através de decretos que tinham força de lei. Esses decretos sempre começavam assim: "- O 'Chefe do Governo Provisório' da República dos Estados Unidos do Brasil, considerando que:…" No dia 11 de novembro de 1930 foi baixado o decreto nº 19.398 que instituiu e regulamentou o funcionamento do Governo Provisório. Este decreto:
- Suspendeu as garantias constitucionais da Constituição de 1891, exceto o habeas corpus para crimes comuns.
- Confirmava a dissolução do Congresso Nacional do Brasil, dos congressos estaduais e das câmaras municipais. Os deputados, senadores e presidentes de estados, eleitos em 1930, nunca chegaram a tomar posse dos seus mandatos.
- Confirmava também todos os atos da Junta Militar Provisória.
- Autorizou Getúlio a nomear e exonerar, a seu livre critério, interventores para os governos estaduais, na maioria tenentes que participaram da Revolução de 1930.
- Excluía de apreciação judicial os atos do Governo Provisório e os atos dos interventores federais nos estados. Assim, nenhum ato e nenhum decreto do Governo Provisório e dos interventores podia ser contestado na justiça brasileira.
- A atuação dos interventores federais nos estados era disciplinada, no Governo Provisório,  pelo "Código dos Interventores", nome pelo qual ficou conhecido o decreto nº 20.348,[4] de 29 de agosto de 1931, que instituiu "conselhos consultivos nos Estados, no Distrito Federal e nos municípios e estabelece normas, sobre a administração local".

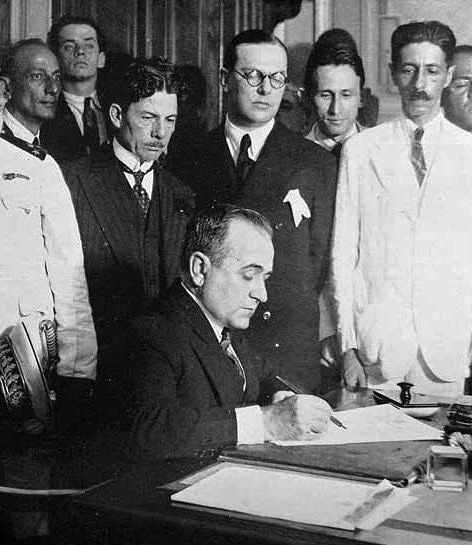
Getúlio Vargas nomeando os seus ministros em 3 de novembro de 1930. Em pé, de óculos: Lindolfo Collor, avô do ex-presidente Fernando Collor.

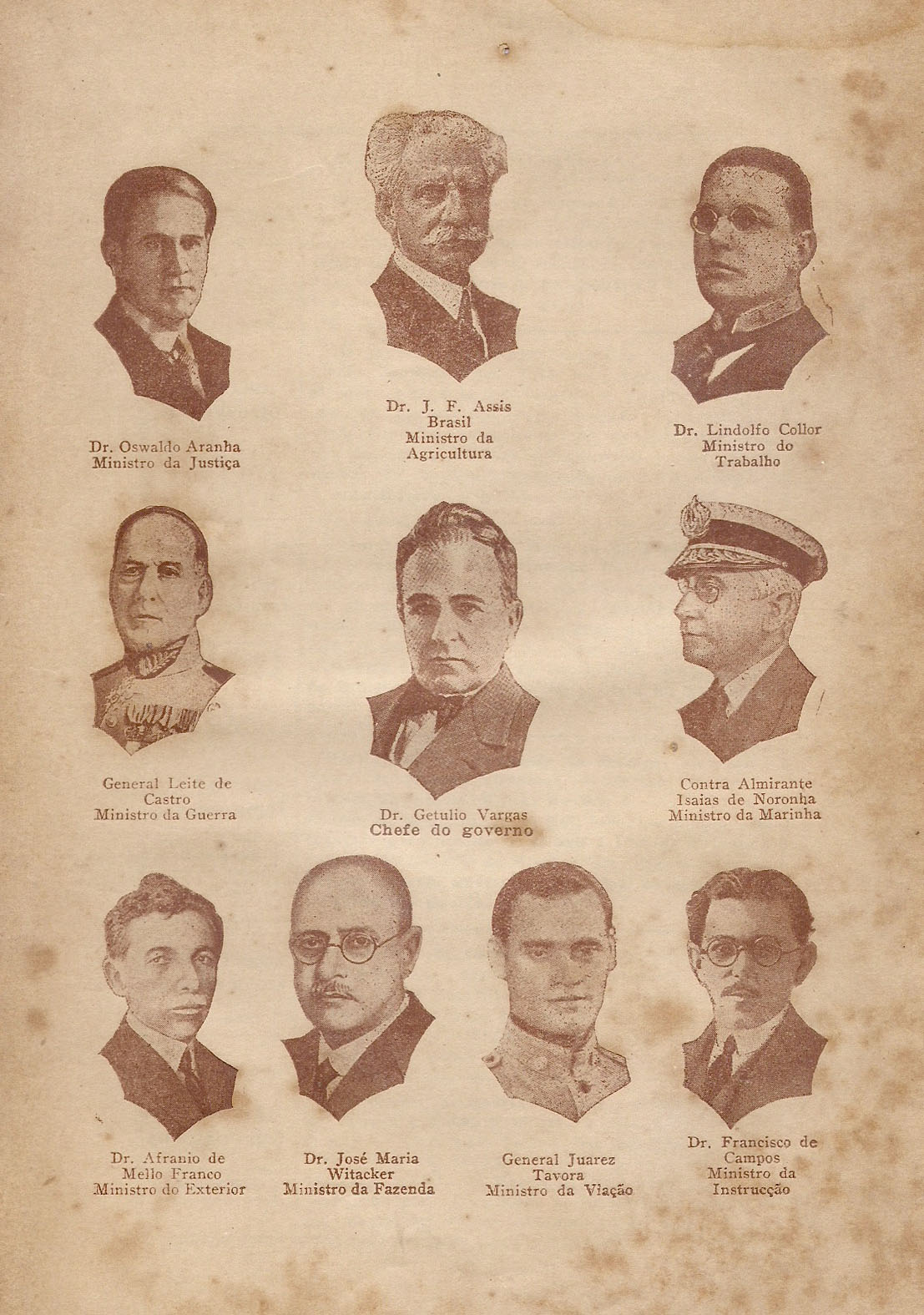
Getúlio com os seus ministros, Governo Provisório.

Os oficiais das forças armadas que permaneceram fiéis ao governo deposto, tiveram suas carreiras abortadas, sendo colocados, por decreto, na reserva militar. No Supremo Tribunal Federal, em fevereiro de 1931, 6 ministros, apoiadores do governo deposto, foram aposentados compulsoriamente, e o número de ministros reduzido de quinze para onze. Mesmo na Marinha do Brasil, que não havia combatido os revolucionários de 1930, houve, por insistência de Getúlio, aposentadorias forçadas, o que levou o ministro da Marinha, José Isaías de Noronha a pedir exoneração do seu cargo.
Foram investigadas minuciosamente as administrações e os políticos da República Velha, através de uma chamada "Justiça Revolucionária" e de um "Tribunal Especial", criados em 1930, pelo decreto que instituiu o Governo Provisório e organizado pelo decreto 19.440 de 28 de novembro de 1930, com o objetivo de: "processo e julgamento de crimes políticos, funcionais e outros que serão discriminados na lei de sua organização".
Entretanto, como o próprio Getúlio confirma no Diário, no dia 4 de dezembro de 1932, nada foi encontrado de irregularidades e de corrupção naquele regime deposto em 1930, motivo pelo qual, mais tarde, surgiria a expressão: "os honrados políticos da República Velha". O Tribunal Especial foi dissolvido, em 1932, sem ter condenado ninguém.
Houve, no início do Governo Provisório, uma espécie de "comando revolucionário", denominado oficialmente de Conselho Nacional Consultivo, criado pelo decreto que regulamentou o Governo Provisório, e que recebeu o apelido de "Gabinete Negro", do qual faziam parte Getúlio Vargas, Pedro Ernesto, o general José Fernandes Leite de Castro, Ari Parreiras, Osvaldo Aranha, Góis Monteiro, José Américo de Almeida, Juarez Távora e o tenente João Alberto Lins de Barros, (quando este, que era interventor federal em São Paulo, ia ao Rio de Janeiro), entre outros. O "Gabinete Negro" se sobrepunha ao gabinete ministerial, tomava as decisões e definia os rumos da revolução.
Juarez Távora, além de ministro da Viação e depois da Agricultura, fora, através de decreto secreto, arquivado na secretaria do Ministério da Guerra, atual Comando do Exército, nomeado chefe de uma "Delegacia do Norte", o que lhe dava o controle de todos os interventores do nordeste brasileiro, e lhe valeu o apelido de "Vice-Rei do Norte".
A radicalização política dos tenentes representou o seu maior perigo para Getúlio em 25 de fevereiro de 1932, quando foi destruído, na cidade do Rio de Janeiro, (por empastelamento), um jornal da oposição ao Governo Provisório, o Diário Carioca. A recusa de Getúlio de punir os tenentes envolvidos no caso fez com que o ministro do trabalho Lindolfo Collor, o ministro da justiça Maurício Cardoso e o chefe de polícia do Rio de Janeiro, João Batista Luzardo pedissem exoneração de seus cargos. João Neves da Fontoura também rompeu com Getúlio. Batista Luzardo denunciou, em carta, o envolvimento do Governo Provisório no atentado ao Diário Carioca. Os jornais do Rio de Janeiro ficaram 2 dias sem circular, em solidariedade ao Diário Carioca.
Sobre o atentado ao Diário Carioca, Getúlio anotou no Diário, na seção de 24 a 29 de fevereiro de 1932: "Tenho que me decidir entre as forças militares que apoiam o governo e um jornalismo dissolvente, apoiado por políticos e instigado mesmo por estes contra o governo. Estou numa encruzilhada em que urge uma decisão. Foi aberto um inquérito militar e outro civil".
Os tenentes se encontravam e se organizavam nos Clubes "3 de Outubro", e só voltaram finalmente aos quartéis após promulgada a Constituição de 1934. Porém, em meados de 1932, Getúlio Vargas já havia conseguido se livrar da influência dos tenentes sobre o comando da Revolução e governar somente com o ministério, prescindindo do "Gabinete Negro", embora os governos estaduais, na grande maioria, continuassem ainda nas mãos dos tenentes.
Luiz Vergara, no livro Eu Fui Secretário de Getúlio, registra o que Getúlio pensava das reuniões, tarde da noite, no Palácio Guanabara, do "Gabinete Negro": "Eles me trazem sugestões, discutem medidas que lhes parecem úteis e oportunas. Eu escuto atentamente, demonstrando interessar-me, mas o que mais me interessa realmente é conhecê-los melhor para saber como tratá-los".
O general Góes Monteiro, no livro "O General Góes Depõe", assim descreve as reuniões do "Gabinete Negro": "As discussões eram acesas, principalmente entre os srs. Oswaldo Aranha e Ari Parreiras. Todas elas estéreis e intermináveis, não raro entrando madrugada adentro, até depois das 2 horas".

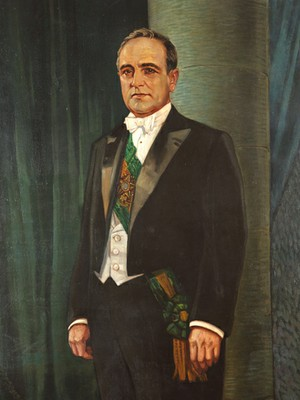
Getúlio Vargas como presidente, em pintura de 1930.

O gabinete ministerial do Governo Provisório, composto de apenas nove pessoas (7 civis e dois militares), foi cuidadosamente montado, para premiar e contentar todos os 3 estados, partidos políticos (Partido Libertador, PRR, PRM, Partido Republicano Paraibano e o Partido Democrático (1930)), tenentes e a Junta Militar Provisória, que, juntos, fizeram a Revolução de 1930.
A grande dificuldade que Getúlio tinha com os tenentes nos estados, além das rivalidades entre eles, era o despreparo deles para governar. Com poucas exceções como Juraci Magalhães, os tenentes fizeram administrações ruins, e o desempenho dos tenentes foi avaliado assim, em fevereiro de 1932, 4 meses antes da eclosão da Revolução de 1932, pelo tenente João Cabanas, um dos chefes da Revolução de 1924 e revolucionário de 1930, no seu livro "Fariseus da Revolução", que escreveu, em fevereiro de 1932, pouco antes da Revolução de 1932, sobre o tenente João Alberto Lins de Barros, que governou São Paulo, entre 1930 e 1931, e sobre os demais tenentes interventores federais nos estados:
| “ | João Alberto serve como exemplo: Se, como militar, merece respeito, como homem público não faz jus ao menor elogio. Colocado, por inexplicáveis manobras e por circunstâncias ainda não esclarecidas, na chefia do mais importante estado do Brasil, revelou-se de uma extraordinária, de uma admirável incompetência, criando, em um só ano de governo, um dos mais trágicos confusionismos de que há memória na vida política do Brasil, dando também origem a um grave impasse econômico (déficit de 100.000 contos), e a mais profunda impopularidade contra a "Revolução de Outubro".. e ter provocado no povo paulista, um estado de alma equívoco e perigoso. Nossa história não registra outro período de fracasso tão completo como o do "Tenentismo inexperiente". | ” |

O conflito com a esquerda revolucionária, da qual faziam parte muitos militares, e que se intensificaria posteriormente, começou logo no início do governo provisório: Em 22 de janeiro de 1931 foi descoberto um plano subversivo nos sindicatos em Santos e no Rio de Janeiro. Entre os presos estava o jovem Carlos Lacerda. Por causa desse caso, foi suspenso o desfile do dia do trabalhador de 1931.

### A consolidação de Getúlio Vargas como líder da Revolução de 1930

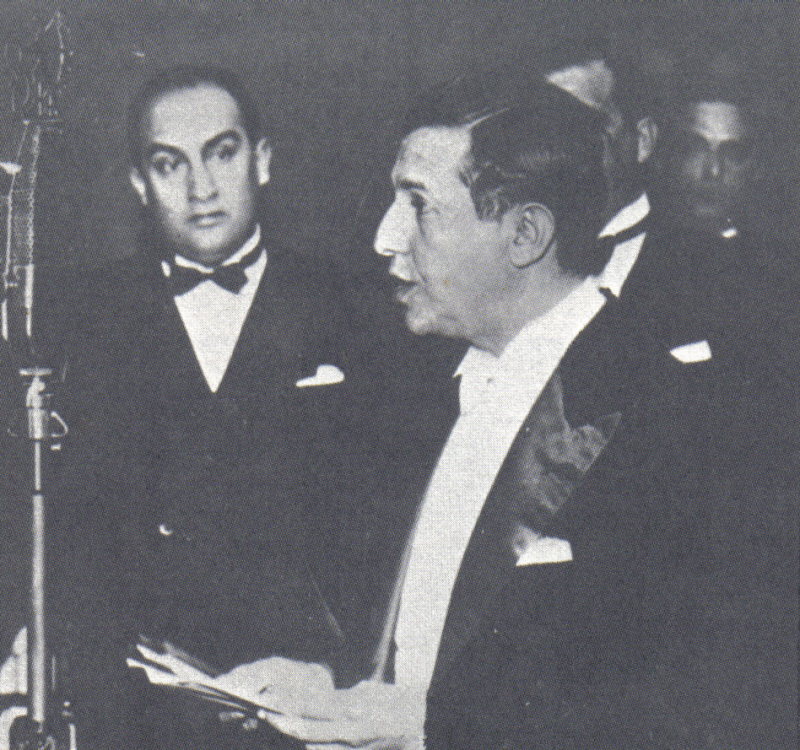
Assis Chateaubriand, de perfil, comunicador e "dono" da opinião pública brasileira entre o final dos anos 20 e os anos 60. Devido a algumas divergências ideológicas, o jornalista Fernando Morais chamou a relação de Getúlio Vargas e Chatô de o "casamento talhado a canivetadas". Um dos pilares importantes da consolidação de Getúlio no poder foi a imprensa.

Esta passagem carece de fontes

### As disputas pelo poder nos estados

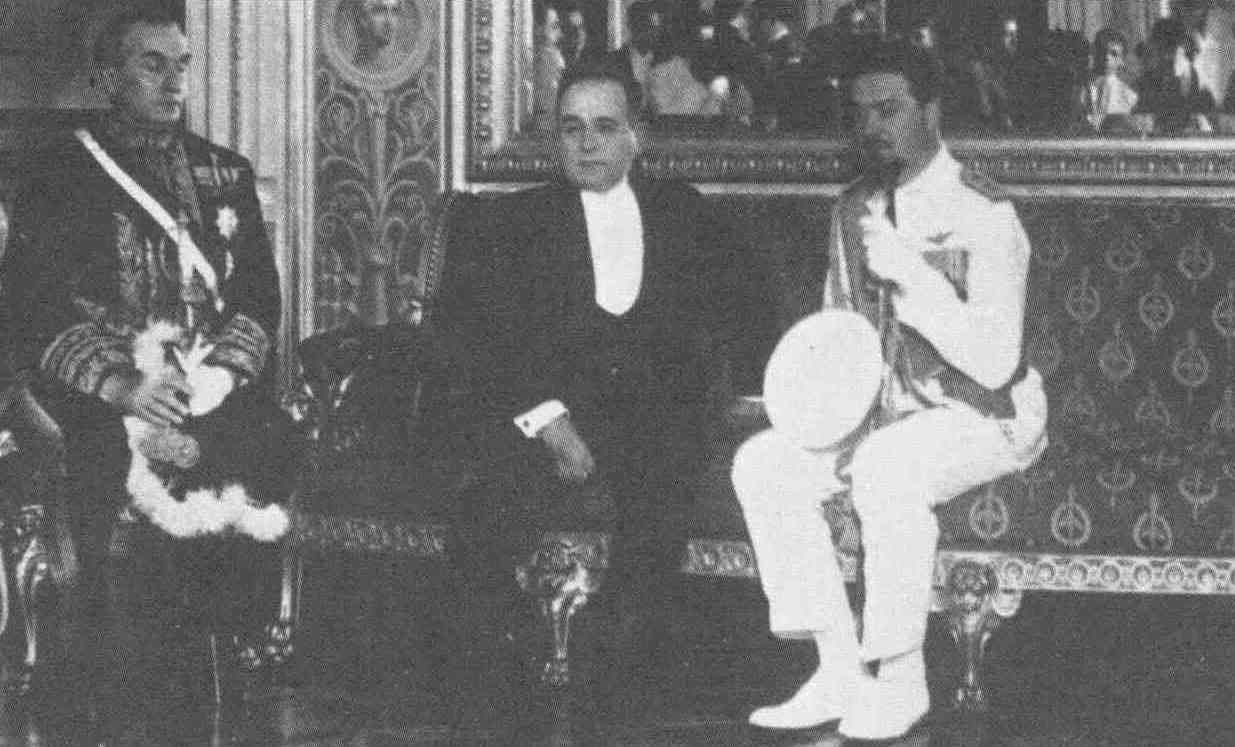
Getúlio Vargas recebendo no Palácio do Catete o ministro fascista Italo Balbo, em 15 de janeiro de 1931.

Esta passagem carece de fontes

### A realização das promessas da Aliança Liberal e da Revolução de 1930

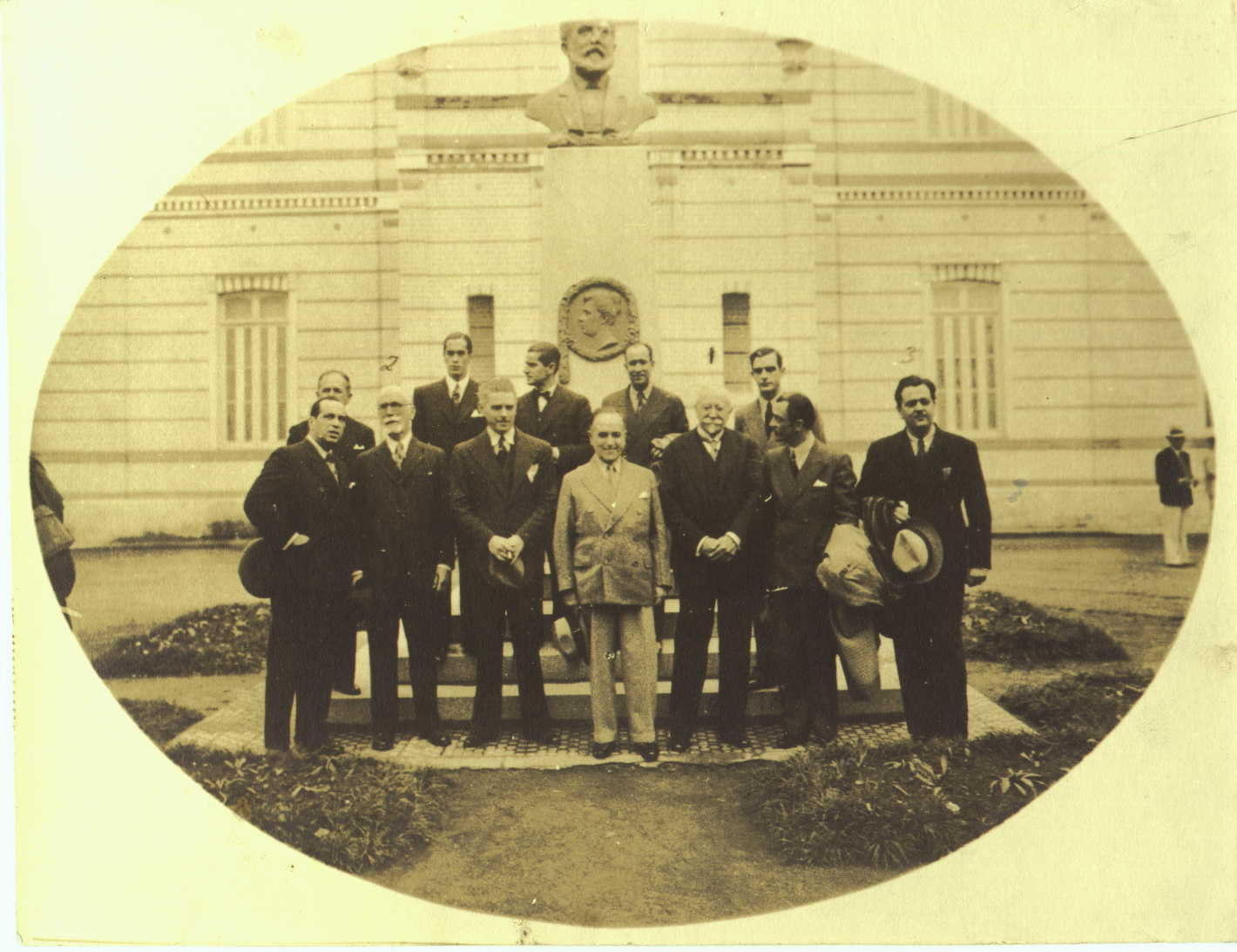
Getúlio Vargas ao lado do Presidente de Minas Gerais Olegário Maciel, em reunião com autoridades mineiras, em Juiz de Fora.

Getúlio Vargas cumpriu as principais promessas da Revolução de 1930:
- Anistiou, através do decreto nº 19.395,[10] de 8 de novembro de 1930, "todos os civis e militares envolvidos nos movimentos revolucionários ocorridos no país", o que incluía todos os revolucionários dos anos 1920: Levante do Forte de Copacabana de 1922, Revolução de 1924 e da Coluna Prestes.
- Criou, pelo decreto nº 19.433, de 26 de novembro de 1930,[11] o Ministério do Trabalho, Indústria e Comércio, (posteriormente desmembrado em Ministério do Trabalho e Ministério da Indústria e Comércio), e criou o Ministério da Educação e Saúde Pública, pelo decreto nº 19.402, de 14 de novembro de 1930,[12] e que foi, posteriormente, desmembrado em Ministério da Saúde e Ministério da Educação e Cultura, o MEC.
- Criou, em 24 de fevereiro de 1932, (o dia 24 de fevereiro lembra a data da Constituição de 1891) o primeiro Código Eleitoral do Brasil, pelo decreto nº 21.076,[13] que estabelecia: o voto obrigatório, o voto secreto, o voto feminino e a Justiça Eleitoral e ordenava novo alistamento eleitoral. Esse Código Eleitoral fez diminuir muito a fraude eleitoral no Brasil. Ficou mantida, porém, a proibição do voto aos mendigos, aos analfabetos, aos menores de 21 anos de idade e aos praças das forças armadas.
- Em 14 de maio de 1932, pelo decreto 21.402,[14] foram marcadas eleições diretas e secretas para o dia 3 de maio de 1933, com o objetivo de eleger os membros de uma Assembleia constituinte.
- Ampliou os direitos trabalhistas, consolidando-os pela CLT, instituída mais tarde em 1943.
- Houve uma tentativa enérgica de cortes de gastos públicos, que fora promessa da Aliança Liberal, para eliminar o déficit público no orçamento federal. Esta tentativa que foi muito prejudicada pelos grandes gastos que o Governo Provisório foi obrigado a realizar por causa das compras dos estoques de café, ordenadas pelo decreto nº 19.688,[15] de 11 de fevereiro de 1931, o qual foi modificado pelo decreto nº 20.003,[16] de 16 de maio de 1931, por causa da guerra contra os paulistas em 1932, guerra esta que ocasionou grandes despesas, e, pela "Grande Seca", ocorrida no nordeste do Brasil, também em 1932, e que ocasionou queda da arrecadação de impostos e grandes gastos no socorro às vítimas da "Grande Seca" de 1932.

### As realizações do Governo Provisório

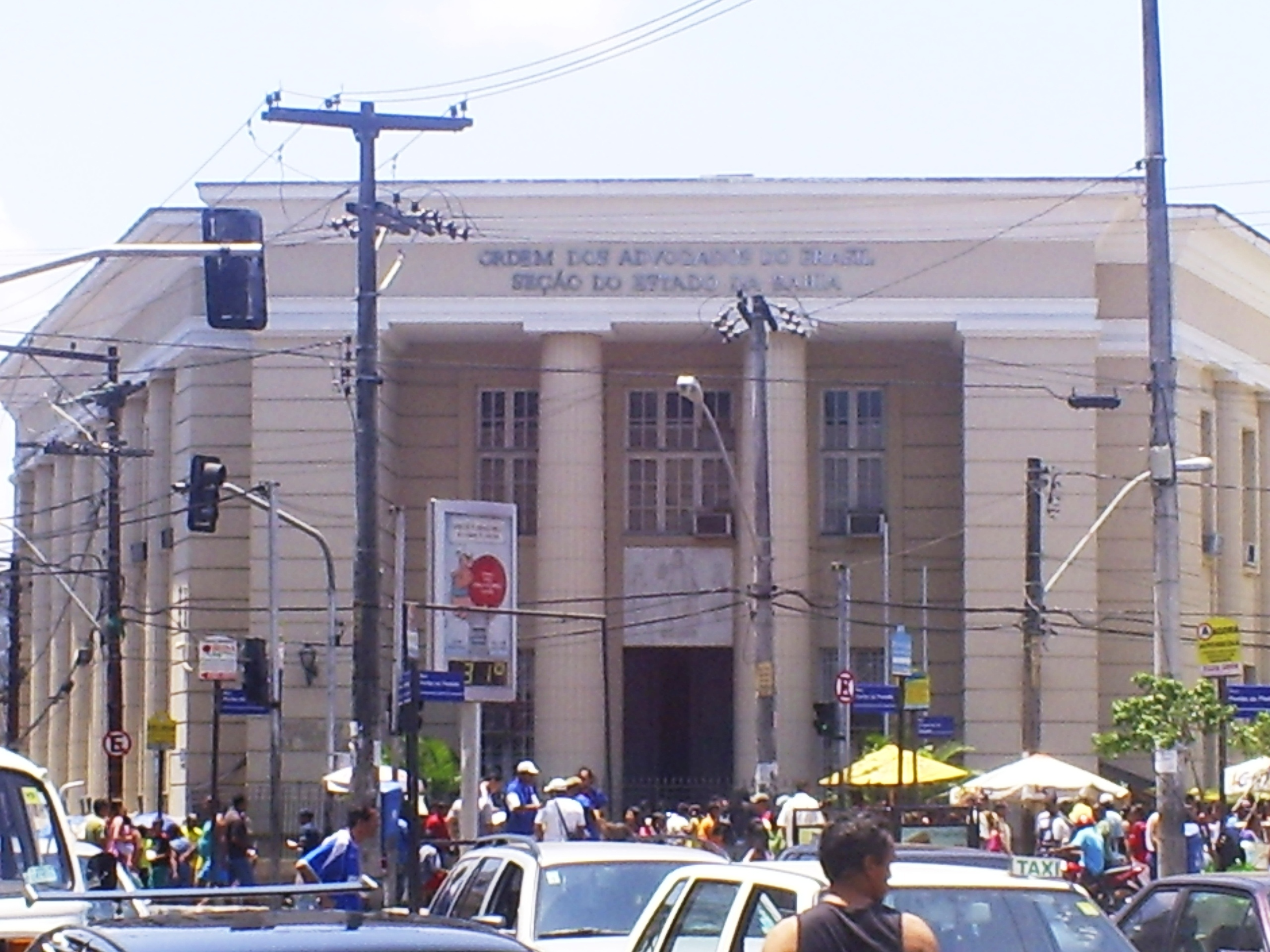
Seção da OAB do Estado da Bahia.

Durante o governo provisório, Getúlio Vargas deu início à modernização do Estado brasileiro.
- Em 18 de novembro de 1930, criou, através do decreto nº 19.408, a Ordem dos Advogados do Brasil (OAB)[17]
- Em 15 de dezembro de 1930, pelo decreto nº 19.488, reduz o número de feriados nacionais de doze para seis.[18] Este decreto nº 19.488 eliminara o feriado de Tiradentes, o qual foi restabelecido pelo decreto nº 22.647,[19] de 17 de abril de 1933.
- Em 1931, criou o Correio Aéreo Militar, depois denominado Correio Aéreo Nacional e o Departamento de Aviação Civil
- Em 11 de abril de 1931, o decreto nº 19.851 disciplina o ensino superior no Brasil dando preferência para o ensino superior ministrado em universidades.[20]
- Em 16 de maio de 1931, pelo decreto nº 20.003,[16] é criado o Conselho Nacional do Café, substituído, em 10 de fevereiro de 1933, pelo Departamento Nacional do Café, através do decreto nº 22.452, posteriormente mudado para Instituto Brasileiro do Café (IBC) durante o segundo governo Vargas.[21]
- Em 1 de outubro de 1931, pelo decreto nº 20.466, é estabelecido, pela primeira vez, o horário de verão no Brasil.[22]
- Em 26 de dezembro de 1931, criou, por meio do decreto nº 20.859, o Departamento de Correios e Telégrafos, atual ECT.[22]
- Em 11 de janeiro de 1932, o decreto nº 20.931 regulamentou, no Brasil, o exercício da medicina, odontologia, medicina veterinária, da enfermagem e da profissão de farmacêutico.[23]
- Em 21 de março de 1932, instituiu, através do decreto nº 21.175,[24] a carteira de trabalho, ou carteira profissional.
- Em 22 de março de 1932, através do decreto nº 21.186,[25] foi garantida, aos trabalhadores do comércio, a jornada de trabalho de 8 horas diárias e 48 horas semanais.
- Em 4 de maio de 1932, através do decreto nº 21.364,[26] essa duração da jornada de trabalho foi estendida aos trabalhadores da indústria.
- Em 1 de junho de 1933, através do decreto nº 22.789,[26] criou o Instituto do Açúcar e do Álcool, IAA.
- Em 23 de janeiro de 1934, pelo decreto nº 23.793,[27] criou o Código Florestal, vigente até 1965.
- Em 6 de julho de 1934, através do decreto nº 24.609,[28] criou o Instituto Nacional de Estatística, atual IBGE.
- Em 10 de julho de 1934, pelo decreto nº 24.642,[29] foi criado o Código de Minas que vigorou até 1940, quando foi substituído por outro do mesmo nome.[30] Este Código de Minas de 1934 foi muito criticado por Monteiro Lobato, no livro "O Escândalo do Petróleo", e, em cartas, que o considerava restritivo quanto à lavra de petróleo.[31][32]
- Em 10 de julho de 1934, pelo decreto nº 24.643,[33] instituiu o Código das Águas, que com alterações, ainda está em vigor, segundo a Casa Civil da Presidência da República.

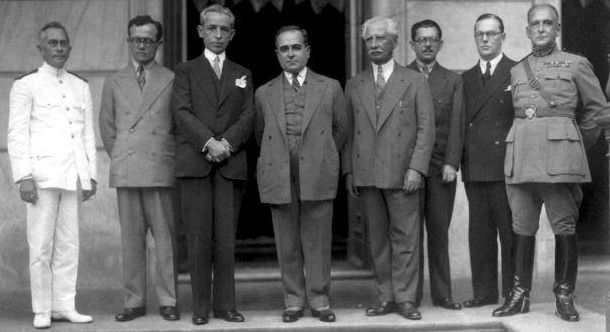
Getúlio Vargas com ministros, em novembro de 1930. Da esquerda para a direita: Contra Almirante José Isaías de Noronha (Marinha), José Américo de Almeida (Viação e Obras Públicas), Afrânio de Melo Franco (Relações Exteriores), Getúlio Vargas, Joaquim Francisco de Assis Brasil (Agricultura), Francisco Luís da Silva Campos (Educação e Saúde Pública), Lindolfo Leopoldo Boekel Collor (Trabalho, Indústria e Comércio) e General de Brigada José Fernandes Leite de Castro (Guerra)

Em 12 de dezembro de 1930, através do decreto nº 19.482, é fortemente restringida a entrada de imigrantes no Brasil, medida que vigorou até 1933, para evitar o aumento do número de desempregados, na época, chamados de sem-trabalho, e também exigido, por este decreto, que todas as empresas brasileiras tenham, pelo menos, 2/3 de trabalhadores brasileiros em seus quadros, (a "Lei dos 2/3"), para proteger o trabalhador nacional.
A partir de 1931, se generalizou no brasil, o cargo de prefeito municipal, e, em definitivo, se concretizou a separação dos poderes na esfera municipal de governo. Na República Velha, somente poucos municípios tinham o cargo de prefeito e prefeitura municipal, outros eram governados por intendentes eleitos pela Câmara Municipal, e, a maioria dos municípios era governado pela Câmara Municipal.
Em 19 de março de 1931, pelo decreto nº 19.770, é regulamentada a sindicalização das classes patronais e operárias, tornando-se obrigatória a aprovação dos estatutos dos sindicatos trabalhistas e patronais pelo Ministério do Trabalho.
O decreto nº 19.808, de 28 de março de 1931, suspendia "a execução da lei nº 4.982, de 24 de dezembro de 1925, e do respectivo regulamento (que concedia férias anuais de 15 dias e que foi regulamentada pelo decreto 17.496 de 30 de outubro de 1926), e estabelece nova modalidade para a concessão de férias a operários e empregados". Este decreto foi depois alterado pelo decreto nº 23.103 de 19 de agosto de 1933, que regulava "a concessão de férias aos empregados em estabelecimentos comerciais e bancários e em instituições de assistência privada bem como em secções comerciais de estabelecimentos industriais", e pelo decreto nº 23.768, de 18 de janeiro de 1934, regulava a "concessão de férias aos empregados na indústria, sindicalizados".

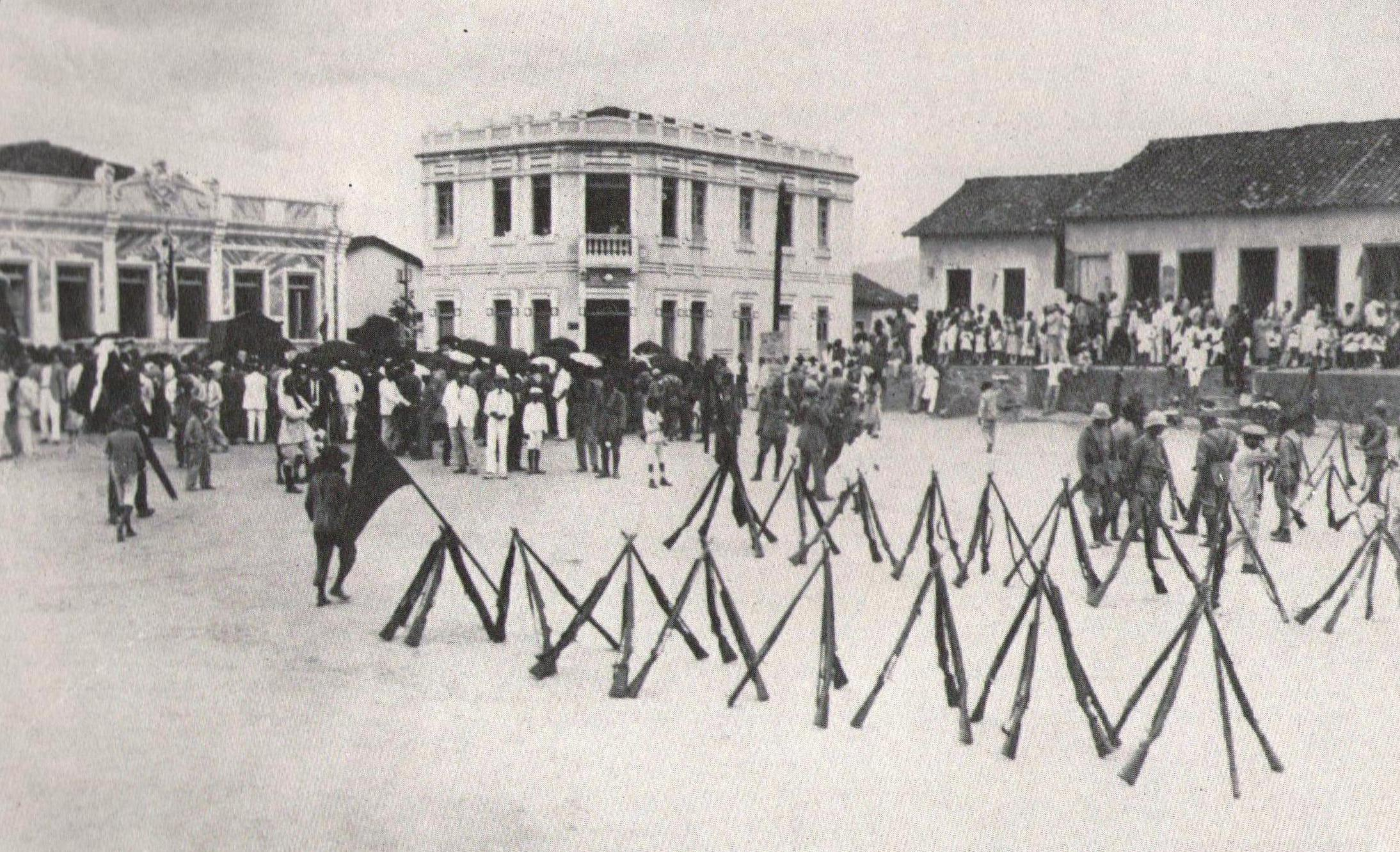
Festa realizada na cidade de Jequié, interior da Bahia, por causa da vitória da Revolução de 1930.

Getúlio conseguiu o restabelecimento de relações amistosas entre o estado brasileiro e a Igreja Católica, muito influente naquela época, e que estava rompida com o governo brasileiro desde o advento da república e do casamento civil. O restabelecimento do ensino religioso nas escolas públicas, em 30 de abril de 1931, pelo decreto nº 19.941, facilitou esta reconciliação com a Igreja Católica.
Em 1931, veio ao Brasil, a convite do governo provisório, o especialista em finanças Sir Otto Niemeyer, na chamada "Missão Niemeyer", para reestruturar as finanças do governo brasileiro, oportunidade que foi sugerida por Niemeyer a criação de um banco central. Em agosto de 1931, foi declarada uma moratória e renegociada a dívida externa brasileira, com um funding loan de 3 anos, contado a partir de outubro de 1931, autorizado, em 2 de março de 1932, pelo decreto nº 21.113.
Foi permitido e regulamentado, pelo decreto nº 21.111, de 1 de março de 1932, a propaganda comercial nas emissoras de radiodifusão. Antes de se permitir anúncios comerciais nas rádios, estas eram financiadas por clubes de ouvintes. Foi, também, por aquele decreto, regulamentada as concessões de estações de rádio no Brasil, e vigorou até 1962, quando surgiu o Código Brasileiro de Telecomunicações.
O decreto nº 21.366, de 5 de maio de 1932, declara que o segundo domingo de maio é consagrado às mães.

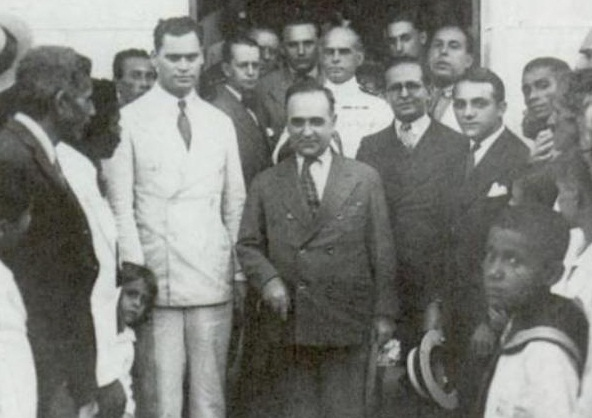
Juarez Távora, Getúlio Vargas e o então interventor da Bahia, Juracy Magalhães, um ano após a vitória da Revolução de 1930. Os dois romperam com Getúlio depois do Golpe de 1937.

Em 12 de outubro de 1931 foi inaugurada a estátua do Cristo Redentor.
Foram abolidos e proibidos, em 17 de maio de 1932, pelo decreto nº 21.418, os antiquados impostos sobre o comércio interestadual e sobre o comércio intermunicipal, extinguindo-se as barreiras nas fronteiras interestaduais. Também, no mesmo dia, o decreto nº 21.417-A, regulamentou as condições do trabalho das mulheres nos estabelecimentos industriais e comerciais, ordenando que se pagasse, a elas, salários iguais aos dos homens e proibindo o trabalho a gestantes, um mês antes e um mês após o parto.
Foi proibido, em 7 de abril de 1933, os juros bancários abusivos, através do decreto nº 22.626, conhecido como lei da usura, não revogado até hoje. Em 15 de janeiro de 1934, pelo decreto nº 23.746, é revogado o decreto nº 4.743, de 1923, que era uma lei sobre crimes de imprensa muito repressiva, chamada de "lei infame", e são anistiados todos os condenados por aquele decreto. Em 1934, é iniciada a construção do Aeroporto Santos Dumont no Rio de Janeiro. As obras foram concluídas em 1936.
Em 10 de julho de 1934, o decreto nº 24.645 estabelece medidas de proteção aos animais. Este decreto ficou conhecido como lei de proteção aos animais. Está ainda em vigor.
Realizaram-se seguidas e grandes queimas de café, de 1931 até 1943, em um total estimado entre 50 a 70 milhões de sacas, em Santos, e em outros portos, para a valorização do preço do café, o qual tinha caído muito durante a Grande Depressão de 1929]. O total de sacas de café queimadas equivalia a 4 anos da produção nacional.

### A Revolução de 1932 ou Revolução Constitucionalista

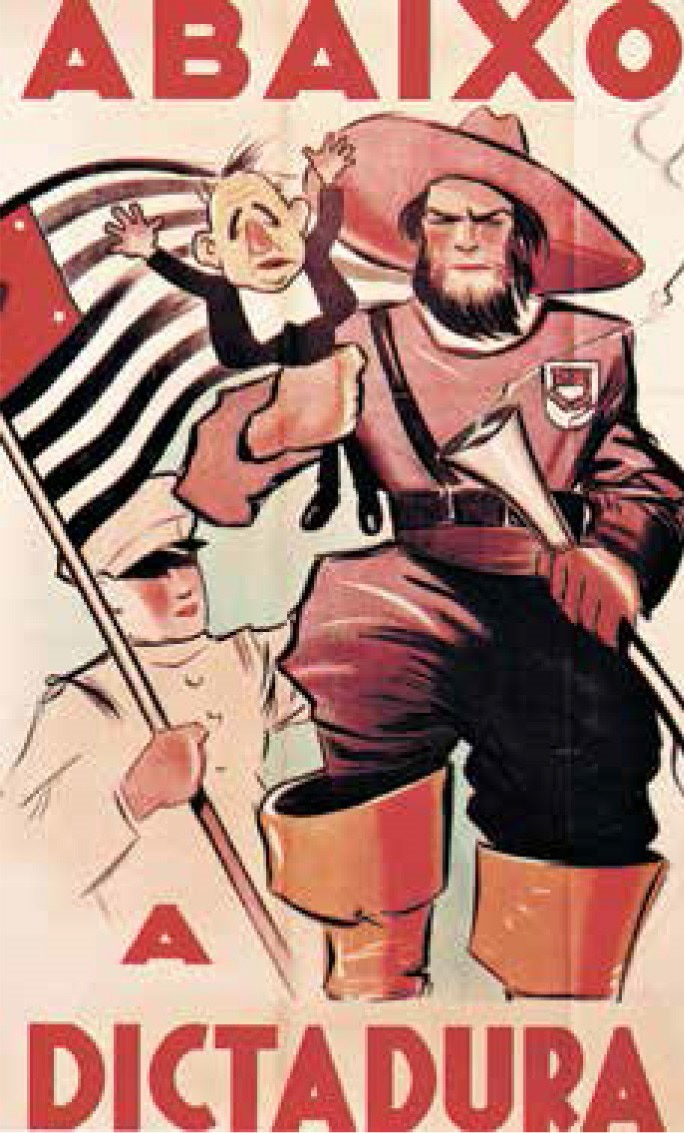
Paulistas contra Getúlio

Em 9 de julho de 1932, eclodiu a Revolução Constitucionalista em São Paulo estendendo-se até o dia 2 de outubro de 1932. Desde 1997, pela lei estadual paulista nº 9.497, o dia 9 de julho é feriado estadual em São Paulo, relembrando a data.
O Partido Republicano Paulista e o Partido Democrático de São Paulo, que antes apoiara a Revolução de 1930, uniram-se na Frente Única, chamada Frente Única por São Paulo Unido, em 16 de fevereiro de 1932, para exigir o fim da ditadura do "Governo Provisório", a nomeação de um político "civil e paulista" para ser o interventor federal em São Paulo, e exigir também a promulgação de uma nova constituição. O episódio da Frente Única por São Paulo Unido acabou sendo a última vez, na história de São Paulo, que as forças políticas paulistas marcharam unidas. Getúlio Vargas havia revogado, em 1930, as garantias constitucionais da Constituição de 1891 e governava através de decretos.
Os paulistas consideravam que São Paulo estava sendo tratado como terra conquistada e sentiam que a Revolução de 1930 fora feita contra São Paulo. Júlio Prestes tinha obtido, em 1930, 90% dos votos em São Paulo. Getúlio tivera 10% dos votos em São Paulo, devido ao apoio do Partido Democrático.
Após a Revolução de 1930, São Paulo estava sendo governado por tenentes de outros estados. O tenente-interventor que os paulistas mais detestaram foi João Alberto Lins de Barros, chamado pejorativamente, pelos paulistas, de "o pernambucano". Outro interventor militar foi o general Manuel Rabelo, que era muito ligado a João Alberto, que continuava interferindo em São Paulo.
Outras nomeações de militares pelo "Governo Provisório" que irritaram muito os paulistas foram: o general reformado Isidoro Dias Lopes, para comandante da 2ª Região Militar, e o major Miguel Costa, para comandante da Força Pública de São Paulo (atual Polícia Militar do Estado de São Paulo) e depois secretário da Segurança Pública, pois  ambos, Isidoro Lopes e Miguel Costa, haviam tentado derrubar o governo paulista na Revolução de 1924. Isidoro Dias Lopes, porém, acabou rompendo com o governo provisório e apoiando a revolução de 1932.
Mesmo quando foram nomeados civis para interventores em São Paulo, Laudo Ferreira de Camargo e Pedro Manuel de Toledo, os tenentes continuavam interferindo, não deixando os interventores formarem livremente o secretariado. Quando Laudo de Camargo renunciou, em novembro de 1931, o ministro da Fazenda José Maria Whitaker pediu exoneração do seu cargo em solidariedade a ele. Osvaldo Aranha o substituiu no Ministério da Fazenda. Segundo muitos analistas, este foi o maior erro político de Getúlio em quase cinquenta anos de carreira política: Entregar São Paulo aos tenentes.
Os tenentes do Clube 3 de Outubro eram totalmente contrários a que se fizesse uma nova constituição, tendo eles entregado a Getúlio Vargas, no dia 4 de março de 1932, na cidade de Petrópolis, um documento no qual dão seu total apoio à ditadura e no qual se manifestam contrários a uma nova constituição. Tendo Getúlio anotado assim no Diário: "Dias 4 e 5: Completou-se, no primeiro, meu 21º aniversário de casamento, mas as preocupações políticas encheram o dia, esquecendo a data doméstica… À tarde, recebi a grande manifestação do Clube 3 de Outubro. Ato de solidariedade com a ditadura, resposta, aplausos vibrantes etc., palestra, troca de impressões. Para muitos, uma nova era...."

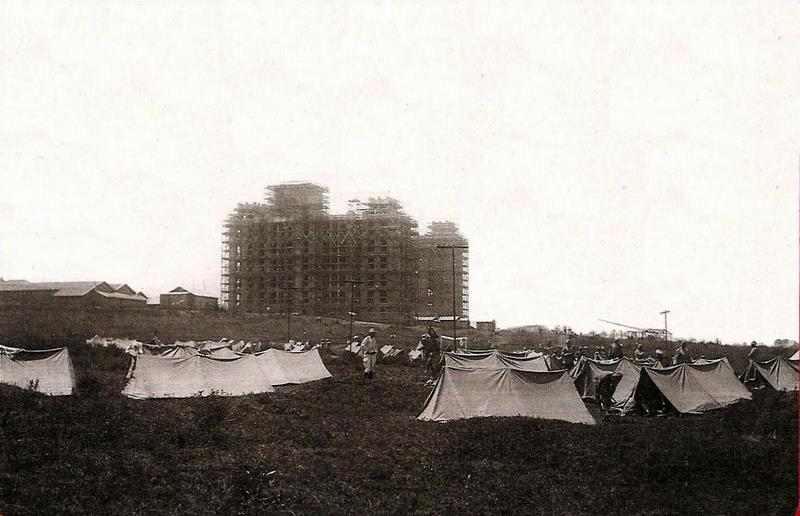
Tropas gaúchas em frente ao Instituto Biológico, durante o levante paulista de 1932. A segunda vez em menos de dois anos que tropas gaúchas ocupavam São Paulo.

O estopim da revolta paulista foram as mortes de quatro estudantes paulistas, assassinados no centro de São Paulo, por partidários de Getúlio Vargas, em 23 de maio de 1932: Mário Martins de Almeida, Euclides Miragaia, Dráusio Marcondes de Sousa e Antônio Camargo de Andrade (cujos nomes vieram a formar a sigla M.M.D.C. — Miragaia, Martins, Dráusio e Camargo). Neste dia a população saíra às ruas protestando contra a presença do ministro Osvaldo Aranha em São Paulo e Pedro de Toledo montou um novo secretariado de governo (o chamado secretariado de 23 de maio) sem a interferência dos tenentes e de Osvaldo Aranha.
O movimento deflagrou a revolução de 1932. Em 9 de julho, inicia-se o movimento constitucionalista. Foi montado um grande contingente de voluntários civis e militares que travaram uma luta armada contra o "Governo Provisório", chamado pelos paulistas de A ditadura.
Em 12 de agosto de 1932 faleceu Orlando de Oliveira Alvarenga, também alvejado em 23 de maio. O dia 23 de maio é relembrado em São Paulo como o Dia do Soldado Constitucionalista.
O movimento constitucionalista teve apoio de políticos de outros estados, como Borges de Medeiros, Raul Pilla, Batista Luzardo, Artur Bernardes e João Neves da Fontoura, que foram presos e exilados. Estes políticos haviam apoiado a Revolução de 1930, porém romperam posteriormente com Getúlio.
Na região do atual estado do Mato Grosso do Sul foi criado o Estado de Maracaju, que apoiava São Paulo. Abalado com a guerra, o aviador Santos Dumont comete suicídio no dia 23 de julho.
As tropas do Governo Provisório que combateram São Paulo foram comandadas pelo general Pedro Aurélio de Góis Monteiro. Minas Gerais, com poucas exceções como Artur Bernardes, apoiou o "Governo Provisório" e combateu São Paulo.
Iniciado em 9 de julho, a Revolução Constitucionalista se estendeu até 2 de outubro de 1932, quando foi derrotada militarmente. Terminada a Revolução de 1932, Getúlio Vargas se reconcilia com São Paulo e, depois de várias negociações políticas, nomeia um civil e paulista que apoiara a Revolução de 1930 para interventor em São Paulo, Armando de Sales Oliveira.
Em 1938, Getúlio participou pessoalmente da inauguração da Avenida 9 de Julho, em São Paulo, e nomeou um ex-combatente de 1932 para interventor federal em São Paulo: o médico Ademar Pereira de Barros, que pertenceu ao Partido Republicano Paulista. Para suceder a Ademar de Barros, Getúlio nomeou Fernando de Sousa Costa, que fora secretário de agricultura de Júlio Prestes quando este governou São Paulo de 1927 a 1930.
Na versão do Governo Provisório, a Revolução de 1932 não era necessária, pois as eleições já teriam data marcada para ocorrer. Mas, segundo os paulistas, não teria havido redemocratização do Brasil, se não fosse o Movimento Constitucionalista de 1932.

## A eleição de 1933
O término da revolução constitucionalista marcou o início de um período de democratização do Brasil. Em 3 de maio de 1933, foram realizadas eleições para a Assembleia Constituinte de 1934, quando as mulheres votaram pela primeira vez no Brasil em eleições nacionais. O voto feminino já havia sido instituído no Rio Grande do Norte, em 1928. Nesta eleição, graças à criação da Justiça Eleitoral, as fraudes deixaram de ser rotina nas eleições brasileiras.
Também, nesta eleição de 3 de maio de 1933, houve pela primeira vez em eleições nacionais o voto secreto, que havia sido introduzido no Brasil pelo presidente de Minas Gerais, Antônio Carlos de Andrada, em 1929, para uma eleição suplementar para vereador em Belo Horizonte.
Em 17 de março de 1937, Getúlio já reconciliado com os paulistas, anotou no "Diário", uma palestra sua com o deputado federal paulista Valdemar Ferreira a propósito dos motivos da Revolução de 1932:
| “ | "Não desejava (em 1937) que se reproduzisse o que ocorreu em 32 com a Revolução Paulista, que me surpreendeu quando já haviam desaparecido todos os motivos alegados como determinantes da mesma. Respondeu-me (Valdemar Ferreira) que hoje não havia ambiente para isso, e que a Revolução de 32 foi forçada pelo General Klinger e desencadeada por elementos militares, e que o governo de São Paulo teve de aceitar para não ser deposto." | ” |

## A Assembleia Nacional Constituinte e a Constituição de 1934

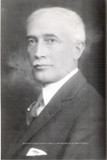
Antônio Carlos Ribeiro de Andrada, presidente da Assembleia Nacional Constituinte de 1933.

Foi instalada em 15 de novembro de 1933 a Assembleia Constituinte de 1934, presidida por Antônio Carlos de Andrada, que promulgou uma nova Constituição em 16 de julho de 1934. Nesta data, a reconciliação com os paulistas já se solidificara, anotando Getúlio no Diário: "Instalação da Constituinte... protestos, impugnações, atitude serena e firme da bancada paulista, afastando debates de natureza política das cogitações da constituinte."
Nesta constituinte participou pela primeira vez uma mulher deputada, Carlota Pereira de Queirós, que curiosamente representava o estado derrotado em 1930: São Paulo, e houve a presença de deputados eleitos pelos sindicatos: os deputados classistas.
Foram mantidos fora de apreciação judicial todos os atos do Governo Provisório e os dos interventores nos estados. Foram anistiados todos os civis e militares que praticaram crimes políticos até a data da promulgação da Constituição de 1934.
Constituição tida como progressista para uns e para Getúlio: "Impossível de se governar com ela!" A principal crítica feita por Getúlio à Constituição de 1934 referia-se ao seu caráter inflacionário, pois calculava-se que se todas as nacionalizações de bancos e de mina fossem feitas e se todos os direitos sociais nela previstos fossem implantados, os custos para as empresas privadas, as despesas do governo e o déficit público se elevariam muito.
Uma das grandes despesas que o governo teria, que era prevista na constituição de 1934, no seu artigo 138, era que o Estado deveria: "socorrer as famílias de prole numerosa", que constituíam a maioria das famílias brasileiras daquela época. A segunda crítica que o governo de Getúlio fazia à Constituição de 1934 era de que ela, sendo liberal demais, não permitia adequado combate à subversão.
Nas comemorações dos 10 anos da revolução de 1930, Getúlio, em discurso de 11 de novembro de 1940, assim se expressou sobre a Constituição de 1934:
| “ | Uma constitucionalização apressada, fora de tempo, apresentada como panaceia de todos os males, traduziu-se numa organização política feita ao sabor de influências pessoais e partidarismo faccioso, divorciada das realidades existentes. Repetia os erros da Constituição de 1891 e agravava-os com dispositivos de pura invenção jurídica, alguns retrógrados e outros acenando a ideologias exóticas. Os acontecimentos incumbiram-se de atestar-lhe a precoce inadaptação! | ” |

O "Governo Provisório" havia criado, em 1933, uma comissão de juristas, a "Comissão do Itamaraty",  para elaborar um anteprojeto de constituição, o qual previa um poder executivo federal forte e centralizador, ao gosto de Getúlio. Porém a Constituição de 1934, acabou sendo descentralizadora, dando certa autonomia aos estados federados. Foram extintos os senados estaduais que jamais voltaram a existir.
No dia seguinte à promulgação da nova constituição, 17 de julho de 1934, ocorreu uma eleição indireta para a presidência da república: o Congresso Nacional elegeu Getúlio Vargas como Presidente da República, derrotando Borges de Medeiros, que desde 1931 fazia oposição a Getúlio, e outros candidatos. Getúlio teve 173 votos, contra 59 votos dados a Borges de Medeiros. Os paulistas votaram em Borges de Medeiros, contrariando a orientação do interventor federal Armando de Sales Oliveira.

## O Governo Constitucional (1934–1937)

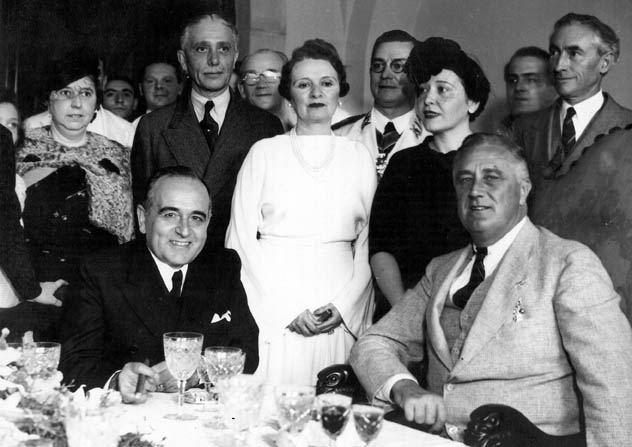
Vargas e Franklin D. Roosevelt, presidente dos Estados Unidos.

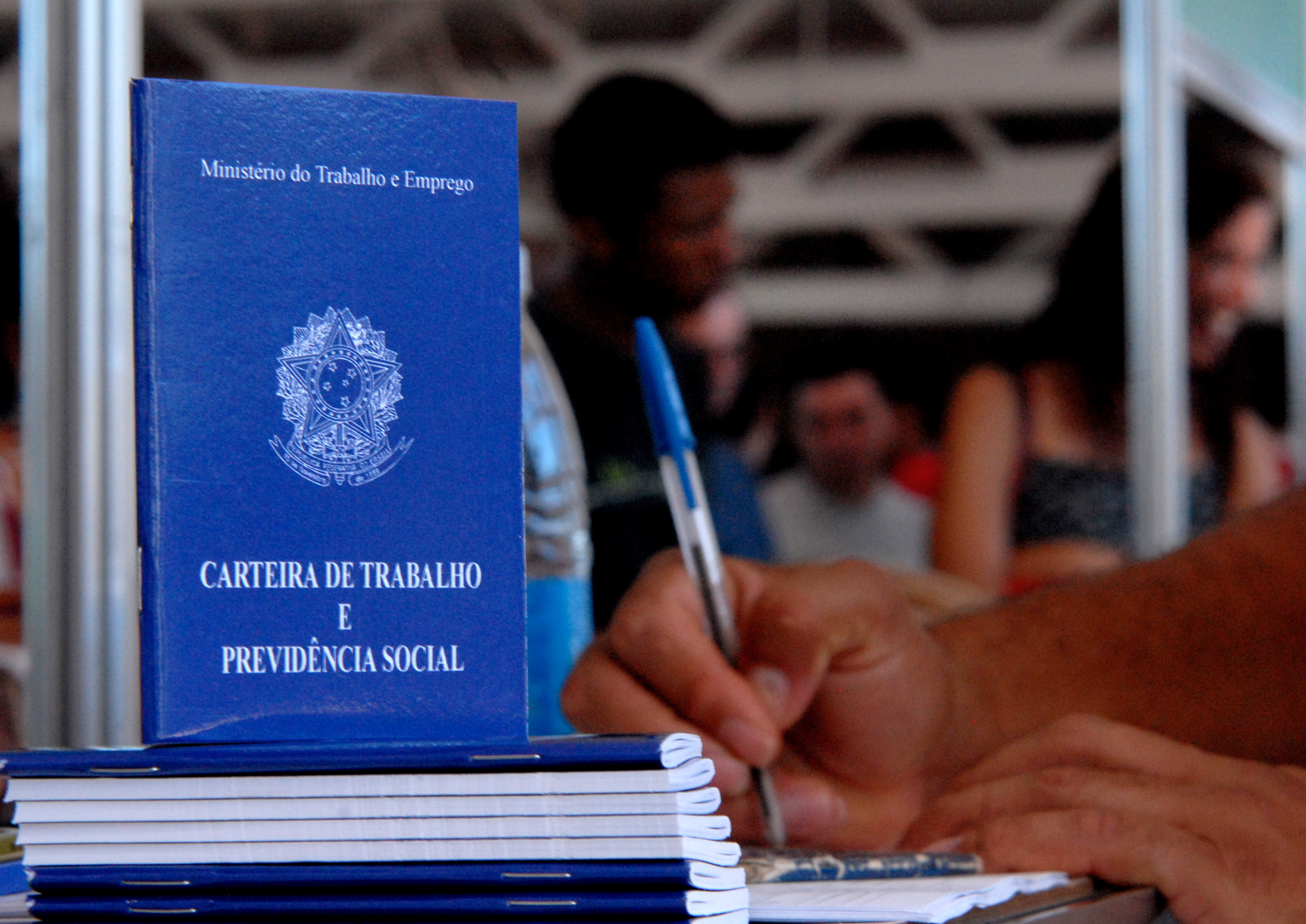
Carteira de trabalho, obrigatória desde 1934.

O novo mandato presidencial de Getúlio iniciou no dia 20 de julho de 1934, quando tomou posse no Congresso Nacional, jurando a nova constituição. Getúlio deveria governar até 3 de maio de 1938. Não havia, na constituição de 1934, a figura do vice-presidente. Os estados fizeram, depois, suas constituições, e muitos interventores se tornaram governadores, eleitos pelas assembleias legislativas, o que significou uma ampla vitória, nos estados, dos partidários de Getúlio.
Foi sancionada, em 4 de abril de 1935, a lei nº 38, que definia os crimes contra a ordem política e social, que possibilitou maior rigor no combate à subversão da ordem pública. Ficou conhecida como Lei de Segurança Nacional.
Getúlio visitou a Argentina e o Uruguai, entre maio e junho de 1935, sendo que antes dele, só um presidente (Campos Sales) se ausentara do Brasil. Assumiu a presidência da República, nesta ausência de Getúlio, o presidente da Câmara dos Deputados, Antônio Carlos Ribeiro de Andrada.
Em 22 de julho de 1935, foi criado um programa oficial de rádio com notícias do governo: a "Hora do Brasil" depois denominada "Voz do Brasil", existente ainda hoje.
Em 31 de agosto de 1935, Getúlio Vargas vai à cidade mineira de João Monlevade lançar a pedra fundamental da Companhia Siderúrgica Belgo-Mineira, "filha" da primeira usina siderúrgica do Brasil, também em João Monlevade.
Neste período de governo de Getúlio, cresceu muito a radicalização político-ideológica no Brasil, especialmente entre a Ação Integralista Brasileira (AIB), de inspiração fascista, liderada por Plínio Salgado, e a Aliança Nacional Libertadora (ANL), movimento dominado pelo Partido Comunista do Brasil (PCB), pró-soviético. O fechamento da ANL, através de decreto nº 229 de 11 de julho de 1935, determinado por Getúlio Vargas, bem como a prisão de alguns dos partidários, precipitaram as conspirações que levaram à Intentona Comunista em 24 de novembro de 1935 no nordeste do Brasil e a 27 de novembro de 1935 na capital federal Rio de Janeiro.
O movimento revolucionário ocorreu em várias cidades brasileiras. No Rio de Janeiro houve um levante militar no 3º Regimento de Infantaria, em que aconteceram várias mortes. Houve luta também em Recife. Em Natal, os comunistas chegaram a tomar o poder, sendo depois derrotados por tropas de sertanejos vindos do interior do Rio Grande do Norte, liderados por Dinarte de Medeiros Mariz.
Getúlio contou aos repórteres da Revista do Globo, em 1950, a sua versão sobre a Intentona Comunista.  Disse que, em 22 de outubro de 1935, recebeu da polícia um documento apreendido dos comunistas, o qual previa um “Plano de Agitação”.  Realizou, então, uma reunião, em Petrópolis, com líderes da indústria e do comércio, expondo o perigo iminente. Getúlio disse aos repórteres:
| “ | Apresentei-lhes o plano comunista e expus as medidas que iria pôr em prática para destruí-lo. Qual não foi meu espanto quando eles, em vez de me apoiar pediram-me que revogasse as leis trabalhistas que eu havia posto em prática. A lei de dois terços de trabalhadores brasileiros, a lei de férias, a semana de quarenta e oito horas, as indenizações, o aviso prévio, etc., –diziam eles–, eram entraves para o desenvolvimento da indústria e colocavam o operariado numa situação de privilégio, razão pela qual deveriam ser abolidas. Diante dessa incompreensão por parte das chamadas classes conservadoras, resolvi agir sozinho. | ” |

Faz um relato da Intentona Comunista, aos repórteres e conclui:
| “ | O operariado brasileiro estava satisfeito como meu governo e eu tinha certeza de que fracassaria qualquer tentativa por parte dos comunistas de envolvê-lo. Aliás, o golpe de 1935 primou pela absoluta falta de apoio popular. A única coisa que o distingue de outros golpes militares é que os seus dirigentes não eram generais... Se ao invés de tomar medidas de proteção ao operariado eu tivesse revogado as leis trabalhistas, como queriam os homens de Petrópolis, não sei se o governo teria vencido a revolução... | ” |

Quanto a um dos líderes da Intentona Comunista, o capitão Luís Carlos Prestes, Getúlio revelou aos repórteres da Revista do Globo que: "Vários membros do governo insistiram comigo para que ele fosse fuzilado sumariamente. O próprio ministro da Guerra, general João Gomes, foi um dos que mais insistiram. Não aceitei, porém, as razões que me apresentaram. Eu não podia, de maneira alguma, permitir um fuzilamento naquela época. Logo depois de capturado, Prestes foi, como seus companheiros, entregue à justiça".
A partir da Intentona Comunista, foram decretados várias vezes o estado de sítio e o estado de guerra, no país, por Getúlio Vargas, assim como endurecidas as leis que visavam combater a subversão. A Lei de Segurança Nacional foi reforçada, em 14 de dezembro de 1935, pela lei nº 136, que definia novos crimes contra a ordem pública. Em 18 de dezembro de 1935, são promulgadas três emendas à Constituição de 1934, dando mais poderes ao Estado Brasileiro no combate à subversão.
Em 17 de janeiro de 1936, é sancionada a lei nº 192, visando limitar o poderio militar dos estados, subordinando as polícias militares ao Exército Brasileiro, limitando os efetivos e proibindo-as de possuírem artilharia, aviação e carro de combate. Este armamento pesado que as policias estaduais possuíam foi entregue ao Exército Brasileiro.
Em 23 de março de 1936, são presos o senador Abel de Abreu Chermont e 3 deputados federais por cumplicidade com a Intentona Comunista. Foi preso o prefeito carioca Pedro Ernesto, que era muito popular, em 3 de abril de 1936, suspeito de ter dado apoio à Intentona Comunista. Getúlio comentou assim a prisão de Pedro Ernesto, no Diário: "Embora as circunstâncias me forçassem a consentir nesta prisão, confesso que o fiz com pesar. Há uma crise na minha consciência. Tenho dúvida  se esse homem é um extraviado ou um traído, um incompreendido um ludibriado. Talvez o futuro esclareça".
Foi criado, em 11 de setembro de 1936, pela lei nº 244, um tribunal especial para julgar os revolucionários da Intentona Comunista, chamado de "Tribunal de segurança nacional". Cresceu muito, neste período, a instabilidade política no Brasil. Tudo isto levou Getúlio, com amplo apoio do militares, a implantar o Estado Novo.
Em novembro de 1936, é criada a Carteira de Crédito Agrícola e Industrial do Banco do Brasil, a qual, pela lei nº 454, de 9 de julho de 1937, passou a captar recursos no mercado de capitais e nos fundos de pensões, para finaciamento da agricultura e da pecuária.
Em 11 de junho de 1937 é estatizado o Lloyd Brasileiro, pelo decreto nº 1.708, que explorava a navegação de cabotagem de médio e longo curso, dando início a um período longo de estatizações que se prolongou, no Brasil, até à década de 1980. O Lloyd foi encampado com o objetivo de enfrentar o cartel dos fretes marítimos, tendo Getúlio dito, no discurso de lançamento de sua candidatura e da Plataforma da Aliança Liberal, em 2 de janeiro de 1930: "As vantagens da existência de várias empresas de cabotagem, entretanto são anuladas pelo truste oficial dos fretes que torna impossível a livre concorrência". A encampação do LLoys tinha sido autorizada pela lei nº 420 de 10 de abril de 1937.
A partir do final de 1936, o cenário político passa a ser dominando pela sucessão presidencial. Em maio de 1937, Getúlio registra várias vezes, no "Diário", que tentara a conciliação entre os dois candidatos a presidente da república (Armando Sales e José Américo de Almeida).  Relata um encontro com Flores da Cunha, no qual, Getúlio e Flores: "Tratamos da sucessão presidencial, nem um nem outro tínhamos candidato.  Desejo de conciliação em termos gerais. Palestra cordial". E no dia 21 de maio registra: "Falta saber se os adeptos da candidatura Armando Sales aceitarão outro candidato, havendo conciliação geral, ou se manterão essa candidatura, isto é, se haverá candidato único e conciliação geral, ou luta entre dois candidatos".